# Champlay
Champlay ist eine französische Gemeinde im Département Yonne (Region Bourgogne-Franche-Comté) im Arrondissement Sens und im Kanton Joigny. Die Gemeinde hat 757 Einwohner (Stand: 1. Januar 2022), die Campolaïciens bzw. Champlaisiens genannt werden.

## Geographie
Champlay liegt etwa 19 Kilometer nordnordwestlich von Auxerre am Fluss Yonne, der die Gemeinde im Norden begrenzt sowie an seinem Nebenfluss Ravillon. Umgeben wird Champlay von den Nachbargemeinden Joigny im Norden und Nordwesten, Laroche-Saint-Cydroine im Nordosten, Épineau-les-Voves im Osten, Valravillon im Süden, Senan im Südwesten, Montholon im Westen und Südwesten sowie Paroy-sur-Tholon im Westen und Nordwesten.

## Bevölkerungsentwicklung
| Jahr                       | 1962 | 1968 | 1975 | 1982 | 1990 | 1999 | 2006 | 2018 |
| -------------------------- | ---- | ---- | ---- | ---- | ---- | ---- | ---- | ---- |
| Einwohner                  | 578  | 536  | 556  | 637  | 675  | 628  | 659  | 722  |
| Quellen: Cassini und INSEE |      |      |      |      |      |      |      |      |

## Sehenswürdigkeiten

Kirche Saint-Martin

- Kirche Saint-Martin

## Persönlichkeiten
- Louis Vasserot (1771–1840), Divisionsgeneral